# Mormonen
Mormonen sind eine religiöse Gruppe, die dem Mormonismus angehört, dem wichtigsten Zweig der Bewegung der Heiligen der Letzten Tage, die von Joseph Smith in den 1820er Jahren in Upstate New York gegründet wurde. Nach Smiths Tod im Jahr 1844 erlebte die Bewegung eine bedeutende Glaubensspaltung, die dazu führte, dass die Gruppen mehreren verschiedenen Führern folgten, darunter Brigham Young, Joseph Smith III, Sidney Rigdon und James Strang (1813–1856). Der Begriff Mormone kann sich kollektiv auf alle Mitglieder dieser Glaubensgemeinschaft beziehen. Der Begriff wurde auch verwendet, um sich ausschließlich auf Mitglieder der Kirche Jesu Christi der Heiligen der Letzten Tage (kurz HLT; englisch The Church of Jesus Christ of Latter-day Saints; kurz LDS) zu beziehen, da diese Glaubensgemeinschaft heute die weitaus größte aller Gemeinschaften ist und damit das Erscheinungsbild der Mormonen dominiert.
Mormonen bezeichnen sich selbst als Christen, werden aber von manchen anderen Gemeinschaften nicht als solche angesehen, weil einige ihrer Überzeugungen sich von denen des allgemeinen Christentums unterscheiden. Die Mormonen stehen außerhalb der christlichen Ökumene, sie sind nicht Mitglied der Arbeitsgemeinschaft Christlicher Kirchen.

## Lehre
Mormonen glauben, dass die Kirche Christi durch Joseph Smith wiederhergestellt wurde und von lebenden Propheten und Aposteln geleitet wird. Mormonen glauben an die Bibel, erkennen aber auch andere Bücher als Heilige Schriften an, wie z. B. das Buch Mormon. Sie haben eine einzigartige Sicht der Kosmologie und glauben, dass alle Menschen Geistkinder Gottes sind. Mormonen glauben, dass die Rückkehr zu Gott voraussetzt, dass man dem Beispiel von Jesus Christus folgt und sein Sühneopfer durch Verordnungen wie die Taufe annimmt.
Im Mittelpunkt der Lehre der Heiligen der Letzten Tage steht das Konzept einer vereinten Familie, die ewig lebt und sich weiterentwickelt. Aus diesem Grund messen sie dem Familienleben eine hohe Bedeutung bei. Mormonen aller Glaubensrichtungen haben ein starkes Gemeinschaftsgefühl entwickelt, das seinen Ursprung in der Lehre und der Geschichte hat, aber auch in der massiven Verfolgung in den Anfangsjahren und dem bis heute anhaltenden Gefühl, missverstanden und abgelehnt zu werden.
Sie sind im Allgemeinen sehr familienorientiert und haben starke Bindungen über Generationen hinaus und in Großfamilien, was ihre Überzeugung widerspiegelt, dass Familien über den Tod hinaus durch eine Siegelung miteinander verbunden sein können. Die meisten mormonischen Glaubensgemeinschaften befolgen auch ein strenges Keuschheitsgebot, das Enthaltsamkeit von sexuellen Beziehungen außerhalb der heterosexuellen Ehe und die Treue innerhalb der Ehe verlangt, obwohl die Gemeinschaft Christi LGBT-Personen und -Beziehungen akzeptiert. Andere Mormonen können unabhängig religiös, weltlich und nicht praktizierend sein oder einer anderen Glaubensgemeinschaft angehören. Mormonen haben einen dem Wort der Weisheit folgenden Gesundheitskodex, der einen Verzicht auf alkoholische Getränke, Tabak, „heiße Getränke“ (Tee und Kaffee, nicht jedoch Kakao) und Suchtmittel vorsieht.
Eine der zentralen Lehren, die die Unterschiede zwischen den mormonischen Glaubensgemeinschaften definierte, war die Praxis der Mehrehe, eine Form der religiösen Polygamie. Zwischen 1852 und 1904 praktizierten Mormonen, die Brigham Young in das Utah-Territorium folgten, offen Polygamie. Die Mormonen, die James Strang folgten, auch bekannt als „Strangiten“, praktizierten ebenfalls Polygamie, bis Strang von einem entfremdeten Anhänger ermordet wurde und die Mehrheit der Anhänger dieser Religionsgemeinschaft sich der „Reorganisierten Kirche Jesu Christi der Heiligen der Letzten Tage“ (RLDS, seit 2001 die Gemeinschaft Christi) anschloss. Die RLDS-Kirche bestritt zunächst, dass Joseph Smith Jr. Polygamie praktiziert habe.
Andere doktrinäre und historische Vermächtnisse haben die Entwicklung der mormonischen Kultur ebenfalls stark beeinflusst. Während des 19. Jahrhunderts versammelten sich mormonisch Bekehrte in der Regel an zentralen geografischen Orten, aber diese Praxis nahm bei einigen Gemeinschaften mit zunehmender Größe ab. Infolge dieser Tendenz, sich zu versammeln, befindet sich das größte Zentrum des mormonischen kulturellen Einflusses in Utah, und in Nordamerika leben mehr Mormonen als auf jedem anderen Kontinent; die Mehrheit der Mormonen lebt jedoch außerhalb der Vereinigten Staaten. Mormonen versammeln sich nicht nur, sondern widmen auch viel Zeit und Mittel dem Dienst in ihrer Kirche. Unter jungen und pensionierten Mitgliedern der Glaubensgemeinschaft der Heiligen der Letzten Tage ist es üblich, eine Vollzeitmission zu erfüllen.

## Terminologie

Das Buch Mormon

Mormon ist der Name eines Propheten im Buch Mormon, das nach ihm benannt ist. Der Name wurde später auf die Anhänger der neuen Religion übertragen. Zunächst als Bezeichnung von außen, dann durch den Religionsgründer Joseph Smith und schließlich durch die Kirche selbst. Seit 2006 hat sie darum gebeten, die Verwendung einzuschränken, und seit 2018 möchte die Kirche Jesu Christi HLT nicht mehr so genannt werden. So hat z. B. die größte Glaubensgemeinschaft, die LDS-Kirche mit Sitz in Salt Lake City in einem Styleguide klargestellt, dass sie als Kirche Jesu Christi bezeichnet werden möchte und neben anderen akzeptablen Begriffen den Begriff Heilige der Letzten Tage für geeignet hält. Der von der Kirche bevorzugte Begriff variierte davor, und mehrfach hat sie den Begriff Mormone aufgegriffen und erklärt, dass andere Gemeinschaften innerhalb der gemeinsamen Glaubenstradition nicht als Mormonen bezeichnet werden sollten. Die zweitgrößte Religionsgemeinschaft, die Gemeinschaft Christi, lehnt den Begriff Mormone ebenfalls ab, da diese Bezeichnung mit der Praxis der Polygamie unter den sogenannten „Brighamiten“ verbunden sei. Das Mormonentum wird aber weiterhin so genannt – sowohl in religiöser als auch in kultureller Hinsicht. Andere Glaubensgemeinschaften, darunter mehrere fundamentalistische Zweige der Brighamitischen Tradition, akzeptieren den Begriff Mormonen.

## Kultur und Praktiken
Die Abgeschiedenheit Utahs ermöglichte es den Mormonen, eine eigene Kultur zu entwickeln. Als sich der Glaube auf der ganzen Welt ausbreitete, folgten viele diesen ausgeprägteren Gepflogenheiten. Mormonische Bekehrte werden dazu ermutigt, ihre Lebensweise zu ändern, ihre Sünden zu bereuen und neue Verhaltensnormen anzunehmen. Zu den üblichen Verhaltensweisen der Mormonen gehören das Studium der Heiligen Schriften, tägliche Gebete, regelmäßiges Fasten, der sonntägliche Gottesdienstbesuch, die Teilnahme an kirchlichen Programmen und Aktivitäten während der Woche sowie der Verzicht auf Sonntagsarbeit, soweit dies möglich ist. Als wichtigster Teil der Gottesdienste gilt das Abendmahl des Herrn (allgemein als Sakrament, englisch: Sacrament (LDS Church) bezeichnet), in dem die Kirchenmitglieder die bei der Taufe geschlossenen Bündnisse erneuern. Mormonen betonen auch Standards, von denen sie glauben, dass sie von Jesus Christus gelehrt wurden, darunter Ehrlichkeit, Integrität, Gehorsam gegenüber den Landesgesetzen, Keuschheit außerhalb der Ehe und Treue innerhalb der Ehe.
Im Jahr 2010 lebten etwa 13 bis 14 Prozent der Mormonen in Utah, dem Zentrum des kulturellen Einflusses des Mormonismus. Mormonen in Utah (wie auch die Mormonen, die im Gebiet des Intermountain West leben) sind im Durchschnitt kulturell und/oder politisch konservativer als diejenigen, die in einigen kosmopolitischen Zentren in anderen Teilen in den USA leben. Einwohner Utahs, die sich selbst als Mormonen bezeichnen, besuchen im Durchschnitt etwas öfter die Kirche als Mormonen, die in anderen Staaten leben. (Nichtsdestoweniger sind Mormonen, unabhängig davon, ob sie in Utah oder anderswo in den Vereinigten Staaten leben, kulturell und/oder politisch konservativer als Mitglieder anderer religiöser Gruppen in den Vereinigten Staaten). Die Mormonen in Utah legen oft eine größere Betonung auf das Erbe der Pioniere als internationale Mormonen, die im Allgemeinen nicht von den Mormonen-Pionieren abstammen.

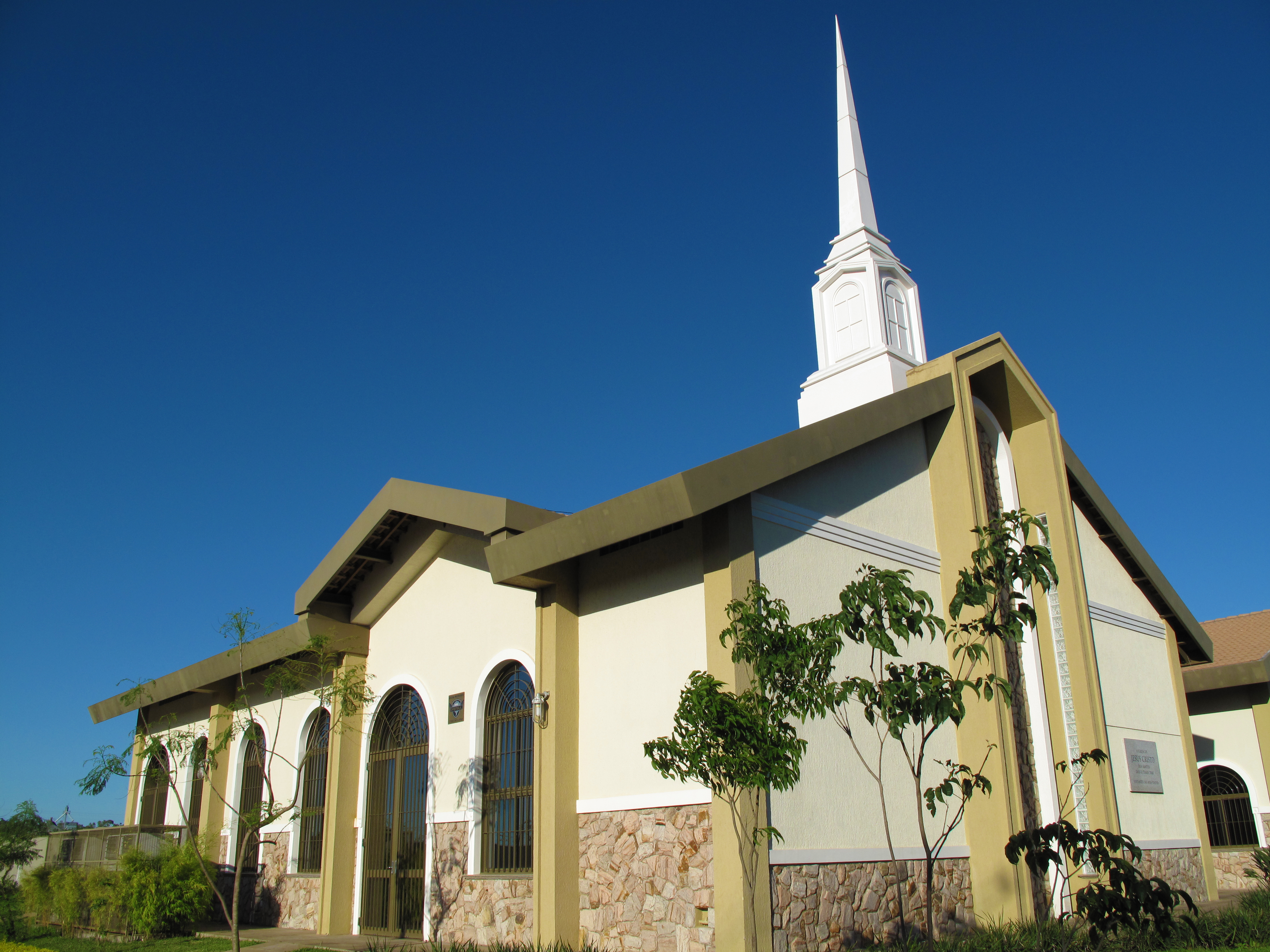
Mormonisches Versammlungshaus für Sonntagsgottesdienste in Brasilien

Mormonen haben einen starken Gemeinschaftssinn, der sich aus ihrer Lehre und ihrer Geschichte ergibt. Dabei widmen Mitglieder der LDS-Kirche ihre Zeit und ihre Talente der Hilfe für die Armen und dem Aufbau der Kirche. Die LDS-Kirche ist örtlich in Kirchengemeinden unterteilt, die „Gemeinden“ (englisch: Wards) genannt werden, wobei mehrere dieser Bezirke oder dazugehörige Zweigstellen einen „Pfahl“ (englisch: Stake) bilden. Die überwiegende Mehrheit der kirchlichen Führungspositionen wird von Laien bekleidet, die 10 bis 15 Stunden pro Woche ehrenamtlich tätig sind. Gläubige Mormonen tragen auch 10 Prozent ihres Einkommens als Zehnten zur Kirche bei und sind oft an den humanitären Diensten der Kirche beteiligt. Viele junge Männer, Frauen und ältere Ehepaare der LDS entscheiden sich für Vollzeitmissionen, bei denen sie ihre gesamte Zeit unentgeltlich der Kirche widmen. Mormonen halten sich an das Wort der Weisheit (ein Gesundheitsgesetz oder -kodex), das so verstanden wird, dass es den Konsum von Tabak, Alkohol, Bohnenkaffee und Schwarztee verbietet, während es den Verzehr von Kräutern, Getreide, Früchten und einen mäßigen Fleischkonsum empfiehlt. Das Wort der Weisheit wird auch aufgefasst, dass es andere schädliche und süchtig machende Substanzen und Praktiken verbietet, wie etwa den Gebrauch illegaler Drogen und den Missbrauch verschreibungspflichtiger Medikamente. Mormonen werden ermuntert, einen Vorrat für drei Monate an Lebensmitteln und finanziellen Reserven anzulegen, und sie lehnen Verhaltensweisen wie den Konsum von Pornografie und das Betreiben von Glücksspielen ab.
Im Mittelpunkt der Lehre der Heiligen der Letzten Tage steht das Konzept einer vereinten Familie, die ewig lebt und sich weiterentwickelt. Aus diesem Grund messen sie dem Familienleben eine hohe Bedeutung bei. Viele Mormonen halten wöchentliche Familienabende ab, bei denen bevorzugt der Montagabend für Zusammenkünfte, Schriftenstudium, Gebet und andere Aktivitäten, die sie als erbauend erachten, vorgesehen ist. Männer, die das Priestertum tragen, segnen ihre Kinder in der Regel nach der Geburt. Wenn Kinder acht Jahre alt sind, können sie von ihrem Vater oder einem anderen Familienmitglied, das das Priestertum innehat, getauft werden. Mormonische Eltern sind in der Regel bemüht, ihre Kinder im Glauben zu erziehen und sie mit dem Evangelium Jesu Christi vertraut zu machen.
Mormonen folgen einem strengen Keuschheitsgesetz, das den Verzicht auf sexuelle Beziehungen außerhalb der heterosexuellen Ehe und strikte Treue innerhalb der Ehe verlangt. Jede sexuelle Aktivität (heterosexuell oder homosexuell) außerhalb der Ehe wird als Sünde betrachtet, wobei die Ehe nur zwischen einem Mann und einer Frau anerkannt wird. Gleichgeschlechtliche Ehen werden von der HLT-Kirche nicht durchgeführt oder unterstützt. Die Mitglieder der Kirche werden ermutigt, zu heiraten und Kinder zu haben. Familien der Heiligen der Letzten Tage sind deshalb in der Regel größer als der Durchschnitt. Mormonen lehnen Schwangerschaftsabbrüche ab, außer in Ausnahmefällen, beispielsweise wenn eine Schwangerschaft das Ergebnis von Inzest oder Vergewaltigung ist oder wenn das Leben oder die Gesundheit der Mutter ernsthaft gefährdet sind. Viele praktizierende erwachsene Mormonen tragen als Unterwäsche ein Tempelgewand, das sie an die Bündnisse (englisch: Covenant) erinnern soll, die im Tempel geschlossen werden können. Den Heiligen der Letzten Tage wird empfohlen, sich nicht an Medien zu beteiligen, die obszön oder pornografisch sind, einschließlich Medien, die grafische Darstellungen von Sex oder Gewalt zeigen. Auch von Tätowierungen und Piercings wird abgeraten, mit Ausnahme von Ohrringen für Frauen.
LGBT-Mormonen werden eingeladen, dem Gesetz der Keuschheit zu folgen und sich von homosexuellen Beziehungen fernzuhalten. Homosexuelle Handlungen (wie auch andere sexuelle Handlungen außerhalb der Ehe) sind nach dem Gesetz der Keuschheit verboten. Schwere Verstöße gegen das Gesetz der Keuschheit können zum Ausschluss aus der Kirche führen. Obwohl die Kirche das Ausleben von homosexueller Neigungen ablehnt, rät sie ihren Führern und Mitgliedern, Personen, die sich zu Personen des gleichen Geschlechts hingezogen fühlen, mit Nächstenliebe, Verständnis und Respekt zu begegnen. Offizielle Zahlen sind nicht vorhanden, aber der Familiendienst der LDS schätzt, dass im Durchschnitt vier oder fünf Mitglieder pro Kirchengemeinde gleichgeschlechtlich veranlagt sind. Gary Watts, ehemaliger Präsident der Family Fellowship (einer vorwiegend von Mitgliedern der LDS getragenen Selbsthilfegruppe für Menschen mit lesbischen, schwulen, bisexuellen oder transsexuellen Familienmitgliedern), schätzt, dass nur 10 Prozent der Homosexuellen in der Kirche bleiben. Einige dieser Personen haben sich an die Öffentlichkeit gewandt, um über ihre Situation als homosexuelle Mitglieder in der Kirche zu sprechen.
Weltweit gibt es derzeit rund 200 Mormonen-Tempel. Einige rituelle Handlungen wie das Endowment, die Siegelung (Eheschließung) und die stellvertretende Taufe Verstorbener können nur in Tempeln durchgeführt werden. Der Freiberg-Tempel war der erste Tempel im deutschsprachigen Raum. Er wurde am 29. Juni 1985 in Freiberg in der DDR eingeweiht. Er war der dritte Tempel in Europa nach jenen in Bern (1955) und London (1958).

## Kontroverses
Nach einem Bericht des Nachrichtenmagazins Spiegel vom 16. August 2009 gibt es in den Vereinigten Staaten auch öffentliche Stimmen, die sich gegen den von der Kirche Jesu Christi der Heiligen der Letzten Tage geforderte Zölibat bei homosexuellen Mitgliedern aussprechen. Ausgangspunkt war ein Vorfall bei dem sich am 9. Juli 2008 zwei homosexuelle Männer in einem Park am Tempelgelände der Mormonen in Salt Lake City geküsst hatten und, nachdem sie sich geweigert hatten, damit aufzuhören, von Angestellten der Kirche entfernt und schließlich verhaftet wurden. Die Kirche Jesu Christi der Heiligen der Letzten Tage zog weiteren Unmut auf sich, als am 8. November 2008 in Kalifornien die von ihr und vielen anderen christlichen Gemeinschaften unterstützte Proposition 8 verabschiedet wurde, die homosexuellen Paaren die kurzzeitig erlaubte gleichgeschlechtliche Ehe verweigerte (bis das Referendum am 26. Juni 2013 vom Obersten Gerichtshof der Vereinigten Staaten für ungültig erklärt wurde). In der Folge trafen sich Gruppen von Homosexuellen in der Nähe von Grundstücken oder vor Kirchen der Mormonen, um dort öffentlich zu kuscheln. Es wird vermutet, dass die politische Involvierung der Kirche geschadet hat, zumal sie im Kampf gegen die gleichgeschlechtliche Ehe in Kalifornien Gelder in Höhe von 190.000 Dollar gespendet haben soll. 2010 wurde der Dokumentarfilm 8: The Mormon Proposition vorgestellt, der den schmerzlichen Ablösungsprozess einer Mormonenfamilie mit homosexuellen Kindern von ihrer Kirche thematisiert. Im Dezember 2022 änderte die Leitung der größten Kirche der Mormonen ihre Haltung und sprach sich nicht mehr gegen die Einführung der standesamtlichen Ehe für homosexuelle Paare aus.